# 塚本啓祥
塚本 啓祥（つかもと けいしょう、1929年（昭和4年）7月24日 - 2010年1月20日）は、日本の仏教学者。東北大学名誉教授。熊本市出身。

## 経歴
1964年（昭和39年）に東北大学大学院博士課程（印度学仏教史学専攻）修了、「仏教初期の教団史の研究 部派の形成に関連して」で文学博士。立正大学助教授、教授、仏教学部長。東北大学文学部教授。1993年定年退官、名誉教授、宝仙学園短期大学学長。2000年退職。
その他、タイのマヒドーン大学客員教授など。

## 著書
- 『初期仏教教団史の研究 部派の形成に関する文化史的考察』山喜房仏書林 1966
- 『仏陀』教育新潮社：フリドブックス 1969
- 『アショーカ王』平樂寺書店：サーラ叢書 1973
- 『アショーカ王碑文』第三文明社「レグルス文庫」 1976
- 『仏教史入門』 第三文明社「レグルス文庫」 1976
- 『法華経の成立と背景 インド文化と大乗仏教』佼成出版社、1986
- 『インド仏教碑銘の研究』全3巻、平楽寺書店 1996-2003
- 『インド仏教における虚像と実像』 山喜房仏書林 2001

## 共編著
- 『法華経の文化と基盤』平楽寺書店 1982
- 『梵語仏典の研究 3-4』共編著 平楽寺書店 1989-1990
- 『人間その生と死』岩田靖夫共編著 平楽寺書店 1993
- 『新国訳大蔵経 涅槃部 大般涅槃経 南本』全4巻 磯田煕文共校註 大蔵出版 2008-2009
- 『法華三部経全書 傍訳』全6巻 多田孝正・池田魯参共監修 四季社 2008-2009

## 翻訳
- ジョージ・ウッドコック『古代インドとギリシア文化』金倉 圓照共訳注、平楽寺書店 1972
- J.W.ドゥ・ヨング『インド文化研究史論集 欧米のマハーバーラタと仏教の研究』平楽寺書店 1986

### 記念論集
- 『知の邂逅 仏教と科学 塚本啓祥教授還暦記念論文集』佼成出版社 1993

### 論文
- CiNii>塚本啓祥
- INBUDS>塚本啓祥